# Bellezze in cielo
Bellezze in cielo (Down to Earth) è un film del 1947 diretto da Alexander Hall, e ha per protagonista Rita Hayworth nei panni della musa Tersicore.

## Trama
Si tratta di una storia surreale che ha come motivo fondamentale il fatto che le divinità dell'Olimpo possano, dal loro mondo iperuranio, vedere ciò che accade sulla Terra. Tersicore, musa della danza, s'indigna perché a Broadway si sta preparando un musical nel quale lei viene rappresentata in maniera banale e soprattutto volgare, per nulla rispettosa della sua vera personalità artistica. Chiede quindi a uno strano personaggio, Mr. Jordan, che governa l'aldilà, il permesso di poter scendere sulla Terra per rimettere le cose a posto.
A Broadway sono in corso le audizioni per il personaggio della protagonista del musical su Tersicore, per sostituire l'attrice titolare che fa i capricci, ma il regista Danny Miller sembra insoddisfatto delle concorrenti al ruolo, fino a che inaspettatamente si presenta, sotto il nome di Kitty Pendleton, la bellissima fiammeggiante Tersicore, nelle mentite spoglie di una sconosciuta ma bravissima attrice-ballerina, che finalmente sembra essere ciò che il regista desidera. Ma non tutto fila liscio come dovrebbe. Infatti la bella Kitty si rifiuta di rappresentare il personaggio della musa della danza, involgarito dalla trama del musical, cercando in ogni modo di convincere Danny a cambiare la sua parte per renderla più dignitosa e soprattutto molto più "artistica". Il regista che comincia a subire il fascino di Kitty-Tersicore, dopo una serie di resistenze, che culminano in furibondi litigi con Kitty che minaccia di lasciare la compagnia, si lascia convincere a cambiare il copione secondo le idee di Kitty. Durante le prove dello spettacolo anche Kitty si innamora del regista e un idillio sboccia fra i due. Lo spettacolo però, pur essendo di gran classe, sarà un fiasco assoluto e la colpa verrà addossata dai finanziatori al regista, che a sua volta ne incolperà la sua inclinazione per Kitty e Kitty stessa.
Kitty indignata sparisce nel nulla e alla bella Tersicore, addolorata per l'incomprensione dei mortali e soprattutto innamorata cotta del bel regista non resta che tornarsene all'Olimpo. Tornata dalla sua infruttuosa missione terrestre al suo immutabile mondo celeste, la musa della danza attenderà, fino a quando un giorno, dalla terra, non raggiunge l'aldilà il suo amato Danny, ormai vecchio, ma non dimentico dell'amore di un tempo. I due si riconoscono e si ricongiungono, finalmente per l'eternità.

## Distribuzione

### Doppiaggio italiano
Il doppiaggio del film fu effettuato nel 1949, presso la Compagnia O.D.I. diretta da Carlo D'Angelo.